# معتمدية بلطة بوعوان
معتمدية بلطة بوعوان إحدى معتمديات الجمهورية التونسية، تابعة لولاية جندوبة. ويقع مقر المعتمدية بجانب السوق الأسبوعية وقبالة حي حشاد على يمين السكة الحديدية

### مواضيع ذات علاقة
- ولاية جندوبة.